# Dirshu
 (juin 2020).
Dirshu (hébreu : דרשו) est une organisation internationale juive ultra-orthodoxe dont le but est de renforcer et d'encourager l'étude de la sainte Torah. Dirshu a été fondée en 1997, l'organisation parraine des cycles d'études et des conférences de la Torah, offre des incitations financières aux individus et aux groupes pour apprendre et maîtriser les textes du Talmud, de la Halacha et du Moussar. Dirshu a également publié de nouvelles éditions de textes juifs traditionnels et a parrainé d'importantes réunions pour célébrer la fin de leurs cycles d'étude. Depuis 2018, plus de 150.000 personnes ont participé à ses programmes qui se sont étendus à 26 pays situés sur les cinq continents. Le nom de l'organisation est basé sur un verset du Livre des Psaumes 105:4 qui dit : « Cherchez Dieu et sa puissance, cherchez constamment son visage. »,,.

## Histoire

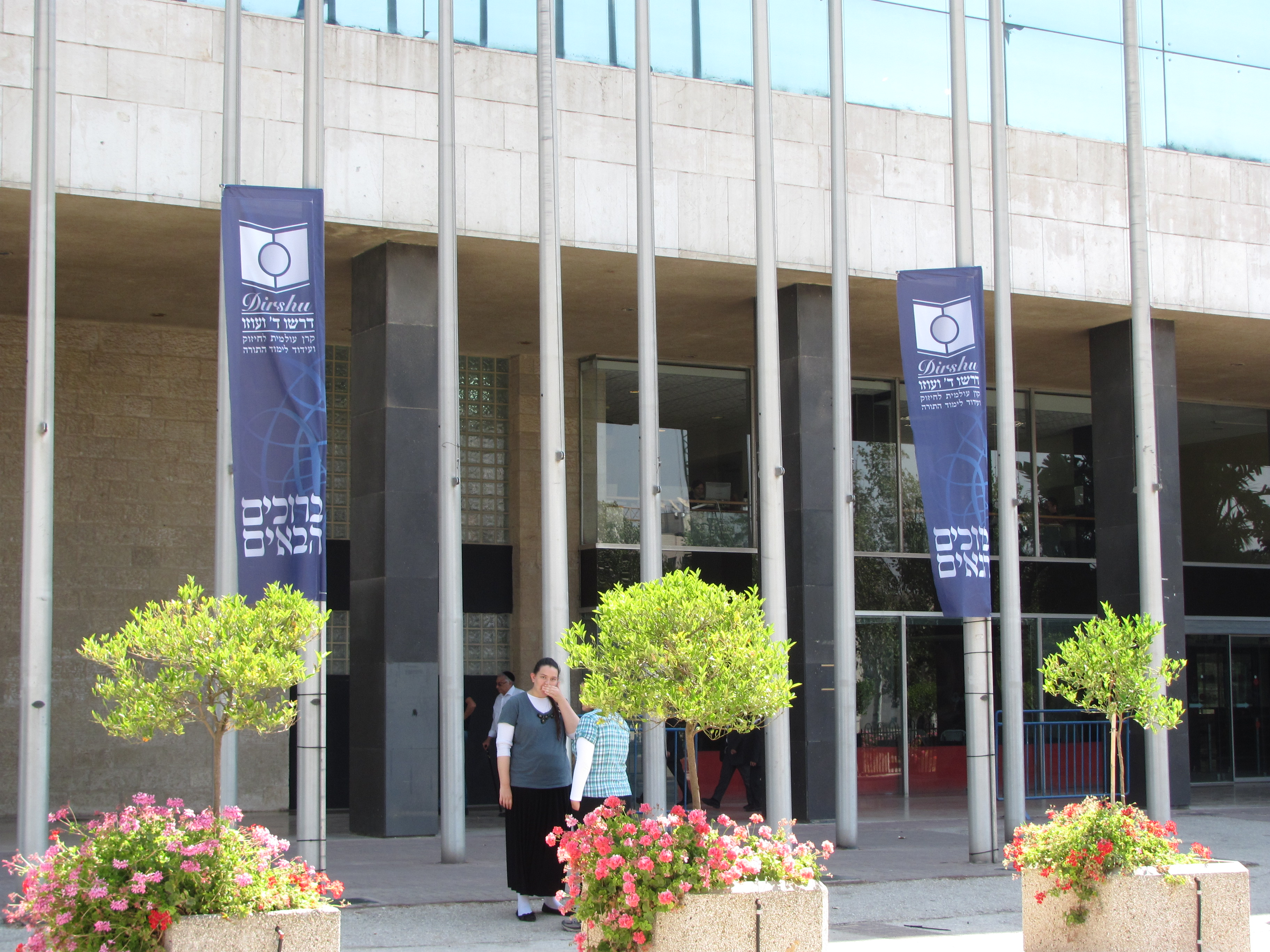
Bannières Dirshu au Centre de conventions internationales de Jérusalem.

Le programme Dirshu a été initialement créé pour lutter contre les défis de la vie religieuse juive pour les travailleurs de l'ère moderne. Les hommes juifs qui ont reçu leur éducation dans une yeshiva ont de nombreuses influences négatives sur le lieu de travail, telles que l'utilisation d'Internet et le manque de pudeur en tenue (tzniut). Selon le fondateur de Dirshu, le rabbin Dovid Hofstedter (en), en permettant à ces hommes de continuer à s'immerger dans l'étude de la Torah, bon nombre de ces problèmes deviennent hors de propos. Le dévouement à l'apprentissage de la Torah requiert également le respect de la femme et des enfants. Le rabbin Hofstedter déclare : « Il n'y a pas de solution aussi efficace qu'une page du Talmud. » À mesure qu'il gagnait en popularité, le programme d'études quotidiennes Dirshu attirait également des hommes juifs inscrits à la yeshiva et au kollel. En encourageant la discipline et la responsabilité de l'étude personnelle, Dirshu permet aux participants de maîtriser leur apprentissage et a produit plusieurs érudits de la Torah.
En 1997, le rabbin Dovid Hofstedter, un homme d'affaires juif canadien travaillant dans l'immobilier et la gestion immobilière, a ouvert un petit Beth Midrash (salle d'étude) dans son bureau de Toronto. Le rabbin a recherché des hommes d'affaires juifs partageant les mêmes idées que lui pour participer à un programme tôt le matin qui comprenait un apprentissage de style Havruta et un shiur, une leçon sur la Torah, suivie de prières du matin et de café chaud. Comme incitation supplémentaire, Hofstedter a offert une petite allocation financière et a introduit un système de tests périodiques, par lequel les participants pouvaient évaluer leurs progrès. Le programme a été bien reçu et la nouvelle s'est répandue dans d'autres collectivités situées au Canada et aux États-Unis. Les premiers programmes Dirshu ont été créés à Montréal, Détroit, Cleveland et Chicago. Dirshu s'est propagé jusqu'en Israël et, au printemps 2018, a ouvert une succursale européenne à Berlin, en Allemagne. En 2018, plus de 150 000 personnes avaient participé aux programmes organisés par Dirshu. Les participants aux programmes d'apprentissage ont étudié le Talmud babylonien. Depuis 2019, Dirshu est présent dans 26 pays situés sur les cinq continents,,,.
Alors que les programmes d'études de la Torah sont principalement destinés aux maris, Dirshu reconnaît le soutien fourni par leurs femmes pour permettre à leurs maris de passer leur temps libre à étudier et les considère comme des partenaires égaux dans l'apprentissage de la Torah. Dirshu invite les femmes à tous les événements et voyages organisés en l'honneur de leurs maris pour leur contribution à l'apprentissage de la sainte Torah. L'organisation a participé à la célébration de Siyum HaShas, qui s'est tenue au Prudential Center de Newark dans le New Jersey le 9 février 2020,,.
L'organisation a loué les trois plus grandes installations de Newark: le Prudential Center, le New Jersey Performing Arts Center (NJPAC) et le Newark Symphony Hall. Il y avait une forte présence policière dans la ville avec des agents en uniforme qui patrouillaient dans les rues et dirigeaient la circulation.